# Ordine dell'Ermellino
L'Ordine dell'Ermellino (in francese: L'Ordre de l'Hermine) fu un ordine cavalleresco esistito tra il XIV ed il XV secolo nel Ducato di Bretagna. Nel XX secolo, esso venne ravvivato dall'Institut Culturel de Bretagne come onorificenza concessa a quanti si fossero adoperati per la cultura bretone.

## L'Ordine antico
Durante l'ultimo periodo di esilio della corte inglese (1377-1379), il duca bretone Giovanni V ebbe modo di osservare da vicino il funzionamento dell'Ordine della Giarrettiera. Tornato in Bretagna, nel 1381, egli creò un proprio ordine (secondo quanto dettoci dal cronista dell'epoca Guillaume de St-André) al quale diede il nome di Ordine dell'Ermellino per ricordare il simbolo della patria Bretagna che era appunto uno scudo ermellinato.
Un ordine omonimo venne ricreato dal re del Regno di Napoli Ferrante d'Aragona nel 1463. Lodovico Sforza fu membro di questo ordine dal 1488 e probabilmente la Dama con l'ermellino fatta da lui eseguire da Leonardo da Vinci, potrebbe avere un richiamo a questo ordine.

## L'Ordine oggi
Un'onorificenza moderna col medesimo nome venne creata nel 1972 per onorare quanti si fossero distinti a favore della diffusione e della cura della cultura bretone.